# Couque de Dinant

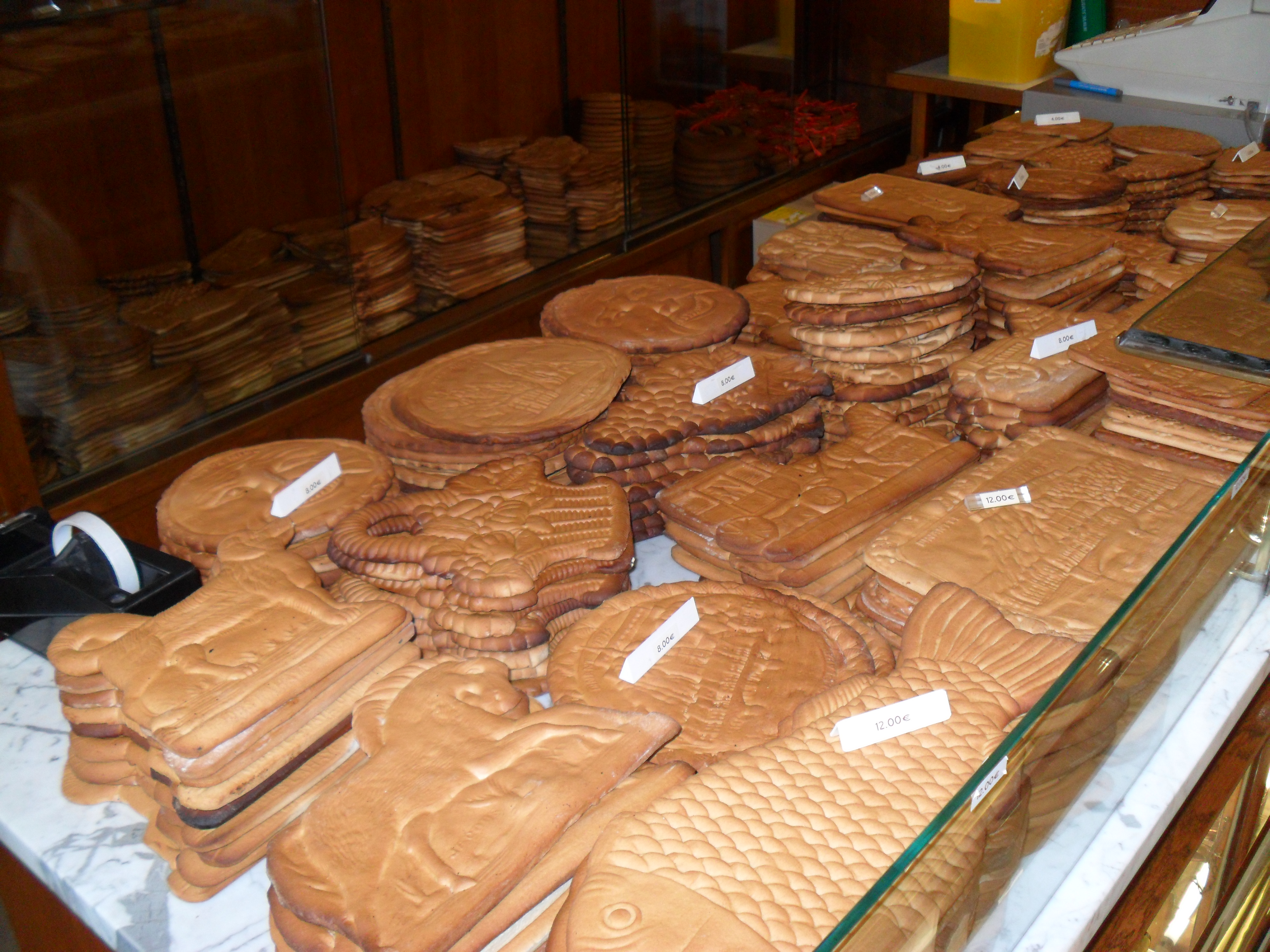
Couques de Dinant tại một tiệm bánh Dinant

Couque de Dinant (tiếng Anh: Cake of Dinant) Là một bánh quy ngọt rất cứng có nguồn gốc từ miền nam Bỉ thành phố Dinant ở Wallonia.

## Chế biến
Couques được thực hiện với chỉ có hai thành phần: lúa mì bột và mật ong, với số lượng tương đương tính theo trọng lượng, và không có gì khác cả: thậm chí không nước hay men. Bột được đặt trong một khuôn gỗ làm từ gỗ từ cây lê, cây óc chó hoặc cây sồi. Các khuôn có rất nhiều hình dạng, bao gồm động vật, họa tiết hoa, con người hoặc phong cảnh.
Bánh quy được nấu trong lò nướng nóng sẵn khoảng trong 15 phút, cho phép mật ong caramel hóa. Khi làm mát, bánh quy trở nên rất cứng và có thể được bảo quản vô thời hạn. Do tính chất này, couques có thể được hiển thị như trang trí, được sử dụng làm đồ trang trí cây Giáng sinh hoặc được sử dụng để kỷ niệm các dịp đặc biệt.
Một biến thể, couque de Rins cũng thêm đường vào bột. Biến thể này ngọt ngào và mềm hơn bánh gốc.

## Sử dụng

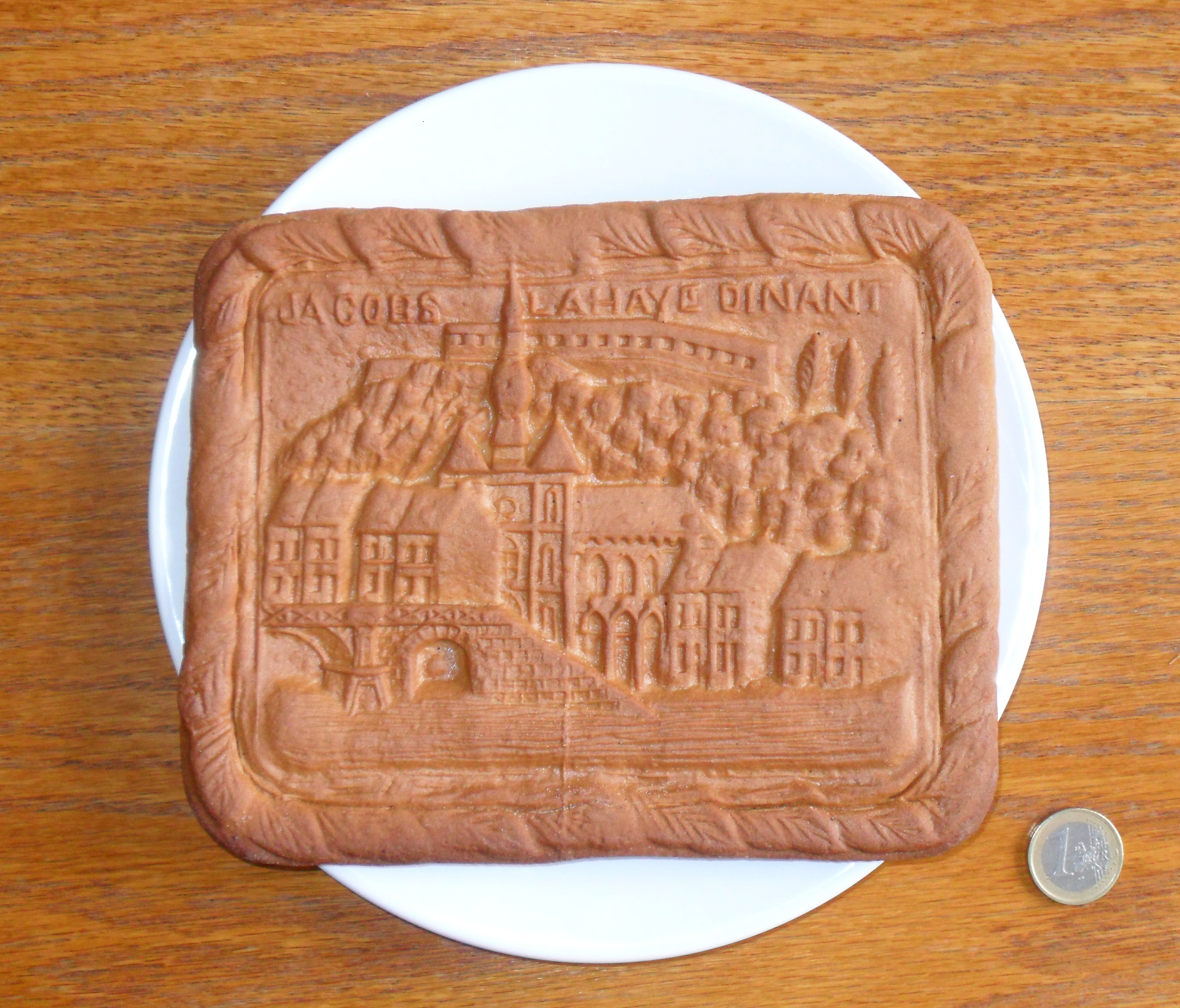
Couques de Dinant khá lớn. Ở đây một loại nhỏ được hiển thị với đồng xu 1 euro để tiện so sánh. Thiết kế là một phong cảnh của Dinant.

Do độ cứng cực cao và kích thước khá lớn, couques de Dinant không nên cắn trực tiếp. Thay vào đó chúng sẽ bị đập vỡ thành nhiều mảnh và sau đó có thể bị cắn, mút, để lại tan chảy trong miệng hoặc được ngâm trong cà phê. Theo truyền thống bánh Couques de Dinant đã được cho trẻ sơ sinh gặm trong quá trình mọc răng.